# Нидерфишбах
Нидерфишбах (нем. Niederfischbach) — община в Германии, в земле Рейнланд-Пфальц. 
Входит в состав района Альтенкирхен-Вестервальд. Подчиняется управлению Кирхен (Зиг).  Население составляет 4692 человека (на 31 декабря 2010 года). Занимает площадь 14,48 км².
Коммуна подразделяется на 3 сельских округа.